# Église Saint-Nicolas de Rouen
Pour les articles homonymes, voir Église Saint-Nicolas.
L’église Saint-Nicolas de Rouen est une ancienne église paroissiale, supprimée en 1791.

## Historique
L'église située sur la rue du même nom, est démolie en 1840. L'architecte rouennais Élie Courtonne utilise des pierres de cette église à l'instigation du comte de Grosmesnil pour réaliser le clocher de l'église de Cottévrard inauguré en 1843.
Des vestiges de l'église sont visibles rue de la Croix-de-Fer.